# Gérard-Julien Salvy
Gérard-Julien Salvy, né le 16 juillet 1947 à Paris, d'ascendance française, anglaise et russe, est un historien de l'art connu, entre autres, pour sa biographie du Caravage, ainsi que pour sa traduction annotée de l'ouvrage de Roberto Longhi consacré à ce peintre.

## Biographie
Gérard-Julien Salvy est ancien élève de l'Institut d'études politiques de Paris et titulaire d'un doctorat en esthétique, sous la direction de Roland Barthes, soutenu en 1976 à l'université Paris I
Il a vécu successivement à Londres, dans l'île de Patmos (Grèce), puis à Rome et en Toscane, avant de s'installer à Venise, où il exerce les fonctions de consul honoraire de France jusqu'en 2017.
Il a créé la revue L'Énergumène et les Cahiers de l'Energumène, ainsi que le magazine Égoïste, dont il a confié la direction à Nicole Wisniak. Par ailleurs, il a fondé « Salvy éditeur » et publié notamment Mario Praz et American Psycho, de Bret Easton Ellis.

## Ouvrages
- Giulio Romano : une manière extravagante et moderne, Éditions de la Lagune,1994
- Pierre Balmain, Éditions du Regard, 1996
- Guido Reni, Éditions Gallimard, 2001
- Carnet vénitien, Éditions du Regard, 2001
- Le Caravage, Éditions Gallimard, coll. « Folio », 2008
- Cent énigmes de la peinture, Éditions Hazan, 2009
- Cent visages énigmatiques, Éditions Hazan, 2011

## Traductions
- Roberto Longhi, Le Caravage, Éditions du Regard, 2004
- Le Caravage, Editions du Regard (2024), traduit par Gérard-Julien Salvy

## Émissions
- 2013 : Gérard-Julien Salvy invité de l'émission L’Essonne en auteurs pour un numéro international, en collaboration avec la chaine de télévision locale Téléssonne [vidéo]